# SN 2009gz
SN 2009gz – supernowa typu II-P odkryta 24 maja 2009 roku w galaktyce A222507+1735. W momencie odkrycia miała maksymalną jasność 21,90m.